# Гансон (переписна місцевість, Массачусетс)
Гансон (англ. Hanson) — переписна місцевість (CDP) в США, в окрузі Плімут штату Массачусетс. Населення — 2028 осіб (2020).

## Географія
Гансон розташований за координатами 42°3′54″ пн. ш. 70°50′59″ зх. д. / 42.06500° пн. ш. 70.84972° зх. д. (42.065029, -70.849766).  За даними Бюро перепису населення США в 2010 році переписна місцевість мала площу 5,43 км², з яких 4,79 км² — суходіл та 0,63 км² — водойми.

## Демографія
Згідно з переписом 2010 року, у переписній місцевості мешкало 2118 осіб у 695 домогосподарствах у складі 571 родини. Густота населення становила 390 осіб/км².  Було 719 помешкань (133/км²).
Расовий склад населення:
| - 97,3 % — білих - 0,7 % — азіатів - 0,5 % — чорних або афроамериканців |

До двох чи більше рас належало 1,0 %. Частка іспаномовних становила 1,2 % від усіх жителів.
За віковим діапазоном населення розподілялося таким чином: 27,2 % — особи молодші 18 років, 61,3 % — особи у віці 18—64 років, 11,5 % — особи у віці 65 років та старші. Медіана віку мешканця становила 40,0 року. На 100 осіб жіночої статі у переписній місцевості припадало 98,7 чоловіків;  на 100 жінок у віці від 18 років та старших — 93,4 чоловіків також старших 18 років.
Середній дохід на одне домашнє господарство  становив 93 784 долари США (медіана — 87 813), а середній дохід на одну сім'ю — 103 996 доларів (медіана — 101 141). Медіана доходів становила 66 855 доларів для чоловіків та 53 021 долар для жінок. За межею бідності перебувало 6,8 % осіб, у тому числі 16,0 % дітей у віці до 18 років та 0,0 % осіб у віці 65 років та старших.
Цивільне працевлаштоване населення становило 896 осіб. Основні галузі зайнятості: освіта, охорона здоров'я та соціальна допомога — 32,5 %, роздрібна торгівля — 14,1 %, мистецтво, розваги та відпочинок — 11,3 %, фінанси, страхування та нерухомість — 9,2 %.